# Un homme heureux (chanson)
Pour les articles homonymes, voir Un homme heureux.
Pistes de Sheller en solitaire
Petit comme un caillou
Un homme heureux est une chanson de William Sheller, extraite de l'album Sheller en solitaire sorti en 1991. Enregistrée en studio (le studio Davout, à Paris) mais en présence d'un public, tout comme l'ensemble de l'album dont elle constitue l'unique chanson inédite, elle est interprétée par Sheller seul au piano et lui vaudra le trophée de la chanson de l'année lors des Victoires de la musique 1992.
La chanson rencontre un succès en single, se classant durant seize semaines au Top 50, dont une en 19e position et se vendant à plus de 50 000 exemplaires. Il s'agit de la seule chanson de Sheller à s'être classée au Top 50.
Dans cette chanson, William Sheller se pose des questions sur les sentiments amoureux.

## Liste des titres
45 tours (1991)
1. Un homme heureux - 3:40
2. Une chanson qui te ressemblerait - 2:55

CD maxi (1991)
1. Un homme heureux - 3:40
2. Une chanson qui te ressemblerait - 2:55
3. Un endroit pour vivre - 3:45

## Classement
| Classement (1991) | Meilleure position |
| ----------------- | ------------------ |
| France (SNEP)     | 19                 |

| Classement (2016) | Meilleure position |
| ----------------- | ------------------ |
| France (SNEP)     | 70                 |

## Reprises
Devenue l'un des grands succès de son interprète, Un homme heureux figurera sur plusieurs des albums live ultérieurs de William Sheller : Olympiade (1995), Parade au Cirque Royal (2005) et William Sheller et le quatuor Stevens live (2007).
Sheller reprend sa chanson en duo avec Kent en 1994 sur le plateau de l'émission télévisée Taratata.
Un homme heureux a été reprise par Renaud et Patrick Bruel en 1998 lors du concert des Enfoirés, sur l'album Enfoirés en cœur.
Louane l'a interprétée lors de la deuxième saison de The Voice, la plus belle voix, diffusée sur TF1 en 2013.
La chanson a aussi été reprise par Florent Pagny et Patrick Bruel sur l'album caritatif Kiss and Love en 2014.
La chanson est reprise dans la pièce de théâtre Les armoires normandes de Jean-Christophe Meurisse et les Chiens de Navarre à partir de 2015.
Une reprise a été faite par Barbara Pravi en live à la soirée du Psychodon en 2020.
La chanson a été reprise avec une touche orientale par Mike Massy et Séverine Parent en 2020.
Elle a également été reprise par Calogero dans son album Simplement Sheller paru le 13 octobre 2023.
Julien Doré reprend la chanson en duo avec Francis Cabrel dans son album Imposteur sorti le 8 novembre 2024.

## En audiovisuel
La chanson figure dans l'épisode 5 (« La chorale ») de la série d'Émilie Tronche Samuel, paru le 13 mars 2024.